# Siegel New Mexicos
Das große Siegel New Mexicos ist das offizielle Siegel des Bundesstaates New Mexico.
Es wurde erstmals 1882 verwendet und 1913 von der Regierung New Mexicos übernommen.

## Beschreibung
Das Siegel zeigt einen mexikanischen Steinadler, der eine Schlange im Schnabel hält und einen Kaktus in den Krallen. Dieser Adler wird von einem amerikanischen Weißkopfseeadler beschützt, der seine Schwingen ausbreitet und Pfeile in seinen Krallen hält.
Unter den Adlern steht auf dem äußeren Ring die Jahreszahl 1912 und auf einer Schriftrolle das lateinische Motto:
„Crescit Eundo“
(Es wächst beim Voranschreiten.)
Dies ist ein Zitat aus dem Werk De rerum natura des römischen Schriftstellers Lucretius in dem es darum geht wie ein Blitz an Kraft gewinnt, während er über den Himmel jagt.
Auf dem äußeren Ring des Siegels steht außerdem Großes Siegel des Staates New Mexico.

Flagge New Mexicos

### Die Adler
New Mexico wurde durch spanische Kolonisten besiedelt und war früher ein Teil Mexikos. Aus diesem Grund sind die Gewohnheiten und Symbole New Mexicos die gleichen wie in Mexiko. Der mexikanische Steinadler hält eine Schlange im Schnabel und einen Kaktus in den Krallen. Damit nimmt er Bezug auf einen alten aztekischen Mythos. Nach der Legende wanderten die Azteken, im 14. Jahrhundert, von einem Ort im Norden namens Aztlán zum Texcoco-See in Zentralmexiko, angeführt von ihrem Gott Huitzilopochtli. Als sie bei einer Insel im See ankamen, konnten sie einen Adler beobachten, der, auf einer Opuntie (spanisch Nopal) sitzend, ein rotes und ein gelbes Band im Mund hatte. Gemäß der Prophezeiung war dieses Ereignis dazu bestimmt, ihnen den Platz zu zeigen, an dem sie sich niederlassen sollten. Die Anwesenheit dieses Adlers auf dem Siegel bedeutet, dass New Mexico sich auf seine spanischen, mexikanischen und indianischen Traditionen beruft. Der mexikanische Steinadler ist klein und wird von dem wesentlich größeren Weißkopfseeadler mit ausgebreiteten Schwingen, den Pfeilen in den Krallen und den aufmerksamen Augen beschützt. Dies zeigt den Wechsel der Zugehörigkeit New Mexicos im Jahre 1846 und den damit einhergehenden amerikanischen Schutz, unter dem New Mexico seitdem steht.

## Geschichte
Das erste Siegel New Mexicos wurde kurz nach der Einrichtung der territorialen Regierung 1851 entworfen. Das Original des Siegels ist seit langer Zeit verschollen. Es wird vermutet, dass es als Teil des Soldiers' Monument verwandt wurde. Abdrücke des originalen Siegels zeigen den amerikanischen Adler der einen Olivenzweig in der einen Kralle hält und drei Pfeile in der anderen. Auf dem äußeren Ring war der Schriftzug Großes Siegel des Territoriums New Mexico zu lesen.
In den frühen 1860er Jahren wurde ein neues Siegel eingeführt. Dieses Siegel hatte bereits ein dem heutigen Siegel ähnliches Design. Es zeigt den amerikanischen Weißkopfseeadler dessen ausgestreckte Schwingen einen kleineren mexikanischen Steinadler schützen. Beide Tiere sind die jeweiligen Wappentiere der Länder. Auf dem äußeren Ring standen die Worte Territorium New Mexico und das Datum 1850 in römischen Zahlen.
1882 schmückte der Territorialsekretär W.G. Rich das Siegel mit dem Schriftzug Crescit Eundo (lat. "Es wächst beim Voranschreiten"). Diese Version des Siegels war so beliebt, dass von der Territorialen Verwaltung 1887 als offizielles Siegel übernommen wurde.
In den eineinhalb Jahren, die es dauerte, bis das heutige Siegel des Staates New Mexico angenommen wurde, erlaubte die Verwaltung New Mexicos als Übergangslösung die Verwendung des territorialen Siegels, allerdings mit dem Schriftzug Großes Siegel des Staates New Mexico.
Als New Mexico 1912 Bundesstaat wurde setzte die Verwaltung eine Kommission für das Design eines Staatssiegels ein. 1913 empfahl diese Kommission die Übernahme des territorialen Siegels dem lediglich die Jahreszahl 1912 hinzugefügt wurde. Dies ist bis heute das offizielle Siegel New Mexicos.